# کارل اکلی
کارل اکلی (انگلیسی: Carl Akeley؛ ۱۹ مه ۱۸۶۴ – ۱۸ نوامبر ۱۹۲۶) یک دانشمند در زمینه تاکسیدرمی اهل ایالات متحده آمریکا بود.